# تاريخ علم التشريح

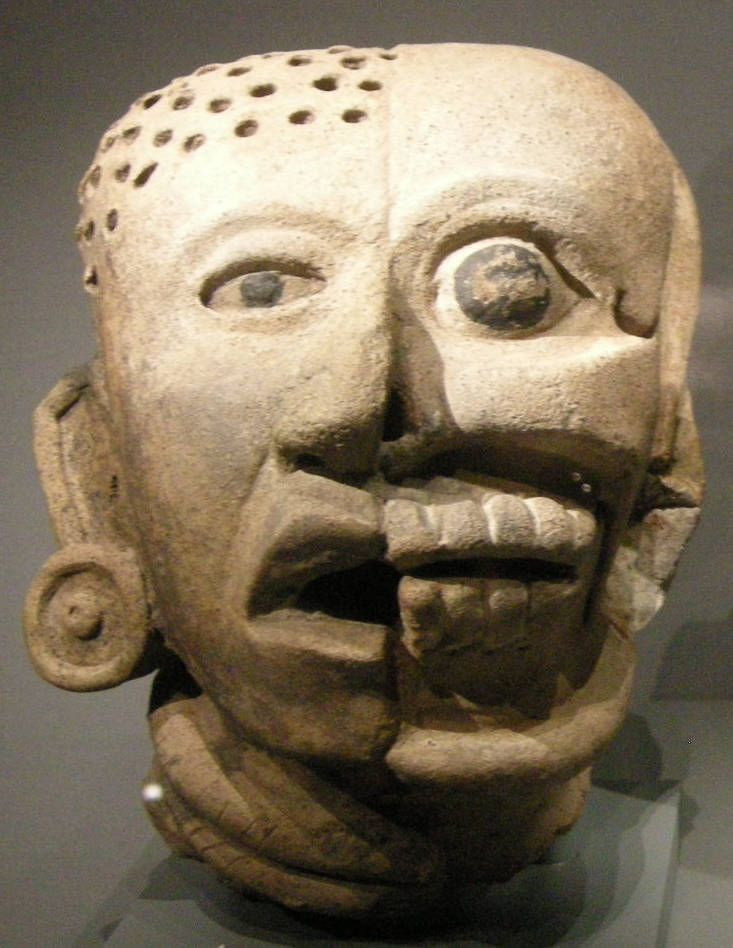
رأس نصف مشرّح يعود لحضارة المايا.

تَطَوَّر علم التشريح ليصبح علماً منذ أن بدأ فحص الأجسام المُضحى بها إلى التحليل المتطور الذي يقوم به العلماء الحاليون. فقد تشكلت معالم هذا العلم، مع مرور الوقت، بتطور فهم وظائف الأعضاء وتركيب الجسم. لعلم تشريح الإنسان تاريخ عريق، واعتبر أبرز العلوم البيولوجية في القرنين التاسع عشر والعشرين. تطورت طرق التشريح بشكل كبير، فقد تطورت من فحص جثث الحيوانات إلى تقنيات متطورة في القرن العشرين.
يُعد التشريح واحدًا من أهم أركان الدراسة للأطباء في كليات الطب، وعلى رغم من كونه أحد العلوم التي بدأ تدريسها منذ عصر النهضة، إلا أن كمية المعلومات ازدادت وتغيرت بحسب احتياجات التخصص الدراسي. ما يُدرس اليوم تغيّر بشكل كبير جدًا عن الماضي، لكن الأدوات التي تستخدم للدراسة لم تتغير بشكل كبير. فعلى سبيل المثال، أغلب التشريحات العامة في القرون الوسطى وعصر النهضة كانت بالملاحظة، أو مشاهدة أحدهم يقوم بالتشريح، فمثلاً طلبة الدراسات العليا في جامعة برمنغهام يدرسون بهذه الطريقة، وهو ما يجعل من التشريح أحد أركان التدريب الطبي الحديث.

## التشريح في العصور القديمة
يعد تشاراكا [الإنجليزية] أب علم التشريح.

### مصر القديمة
بدأت دراسة علم التشريح في مصر القديمة في بداية 1600 ق.م، هو تاريخ بردة إدوين سميث الجراحية. أظهرت تلك البردية أن القلب وأوعيته والكبد والطحال والكليتين والرحم والمثانة، كانوا معروفين، وأن الأوعية الدموية تنبع أو تتأصل من القلب. تحدثت البردية أيضًا عن أوعية أخرى بعضها ينقل الهواء، وأخرى تنقل المخاط، ووعائين يتجهان إلى الأذن اليمنى، هذان الوعائان، اعتقدوا بأنهما يحملان «أنفاس الحياة»، ووعائين يتجهان إلى الأذن اليسرى يحملان «أنفاس الموت». كما كتبت بردة إيبرس (1550 ق.م) عن القلب، فذكرت أن القلب هو مركز إنتاج الدم، ويتصل به أوعية تصله بكل عضو في الجسم. إتضح أيضًا أن المصريين القدماء لم يعرفوا سوى القليل عن وظائف الكلى، كما اعتقدوا أن القلب نقطة التقاء عدد من الأوعية التي تنقل كل سوائل البدن كالدم والدموع والبول والحيوانات المنوية.

### الإغريق
يعد أبقراط من أقدم علماء الطب الذين بقيّ ذكرهم حتى الآن، وهو طبيب إغريقي نشط في أواخر القرن الخامس قبل الميلاد وبدايات القرن الرابع قبل الميلاد. قدم أبقراط شرحًا أساسيًا للتركيب العضلي العظمي، ومبادئ فهم وظائف بعض الأعضاء كالكلى. اعتمد أغلب عمل أبقراط وطلابه ومن تبعهم، على التوقعات النظرية بدلاً من أن يكون لهم تجارب عملية. أحد أعظم انجازات أبقراط اكتشافه للصمام الثلاثي للقلب ووظيفته، ووثق ذلك في مقالة عن القلب. بعد ذلك اكتشف علماء التشريح صحة نظريته حول وظيفة الصمام الثلاثي للقلب.
في القرن الرابع قبل الميلاد، استخدم أرسطو ومعاصروه، نظامًا تجاربيًا بشكل أكبر ممن سبقهم، معتمدين على تشريح الحيوان. في تلك الفترة، اشتهر عن براكساغوراس بأنه أول من عرف الفرق بين الشرايين والأوردة، وعلاقة الأعضاء ببعضها البعض ووصفها بشكل أدق ممن سبقه.
في نهاية القرن الرابع قبل الميلاد، كان أول استخدام للجثث البشرية في أبحاث تشريحية، عندما حصل هيروفيلوس واراسيستراتوس على إذن البطالمة بتشريح مجرمي الإسكندرية وهم أحياء. كما صنع هيروفيلوس على وجه التحديد جسدًا مبنيًا على المعرفة التشريحية التي كانت أفضل بكثير ممن سبقه.

### جالينوس
أما آخر عظماء التشريح في العصور القديمة، فهو جالينوس الذي عاش في القرن الثاني الميلادي. اعتمد جالينوس في كثير من معلوماته على العصور السابقة، وأكمل أبحاثًا عن وظائف الأعضاء عن طريق تشريح الحيوانات وهي حية. وبسبب عدم توفر عينات بشرية، فقد طُبّقت اكتشافاته على أجسام الحيوانات على الإنسان. كانت أغلب مجموعة رسوماته على تشريح الكلاب، وهي التي استخدمت كمرجع للتشريح لـ 1500 سنة. نص الكتاب الأصلي فُقد منذ زمن طويل، وكانت أعماله معروفة فقط في عصر النهضة الذين نقلوها عن الأطباء العرب.

## التشريح في العصور الوسطى
بعد سقوط الامبراطورية الرومانية، أفل نجم التشريح في أوروبا المسيحية، لكنه لمع في العصور الوسطى للعالم الإسلامي، حيث أسهم الأطباء والعلماء المسلمين بشكل كبير في ثقافة وعلوم العصور الوسطى. فقد قرأ الطبيب الفارسي ابن سينا (980-1037) طرق جالينوس في التشريح ووسعها وزاد عليها في كتاب القانون، الذي كان له تأثير كبير على العالم الإسلامي وأوروبا المسيحية. كان كتاب القانون أكثر الكتب موثوقية في التشريح في العالم الإسلامي، حتى جاء ابن النفيس في القرن الثالث عشر، ورغم ذلك فقد ظلت أوروبا تعتمد عليه في التعليم الطبي حتى القرن السادس عشر. وكان للمفاهيم المسيحية دور في تطوير علم التشريح.
كما كان الطبيب العربي ابن زهر (1091-1161) أول طبيب يقوم بتشريح الجثث الميتة، وأثبت أن مرض الجرب سببه مخلوق طفيلي، وهو الاكتشاف الذي يتناقض مع نظرية الأخلاط التي دعمها أبقراط وغالينوس، فقد أثبت أن إزالة الطفيل لا تتطلب تطهير أو إخراج الدماء أو أيٍ من الطرق الأربعة المذكورة في نظرية الأخلاط. في القرن الثاني عشر، كان طبيب صلاح الدين ابن جميع من أوائل من شرّحوا جسم الإنسان، فكان ذلك بمثابة نداءً صريحًا لبقية الأطباء ليفعلوا المثل. وخلال مجاعة مصر في سنة 1200، درس موفق الدين عبد اللطيف البغدادي وفحص عدد من الهياكل العظمية، واكتشف أن غالينوس كان مخطئً بشأن تكون عظم الفك السفلي وعظمة العجز.

### ابن النفيس
كان الطبيب العربي ابن النفيس (1213-1288) من أوائل من ناصروا تشريح الإنسان وتشريح الجثث الميتة. وفي عام 1242، كان ابن النفيس أول من وصف الدورة الدموية الصغرى والدورة القلبية التي تكون أساس الدورة الدموية، فلهذا فهو يعتبر أب نظرية دورة الدم. وصف ابن النفيس أيضًا أول مبادئ عملية الأيض، ووضع أنظمة جديدة في علم التشريح وعلم وظائف الأعضاء ليستبدل مذاهب ابن سينا وجالينوس، عبر تفنيد العديد من نظرياتهم مثل الأخلاط الأربعة والنبض والعظام والعضلات والأمعاء وأعضاء الحس والمرئ والمعدة وقنوات الصفارة وتشريح أي عضو آخر في جسم الإنسان.

## بداية علم التشريح الحديث

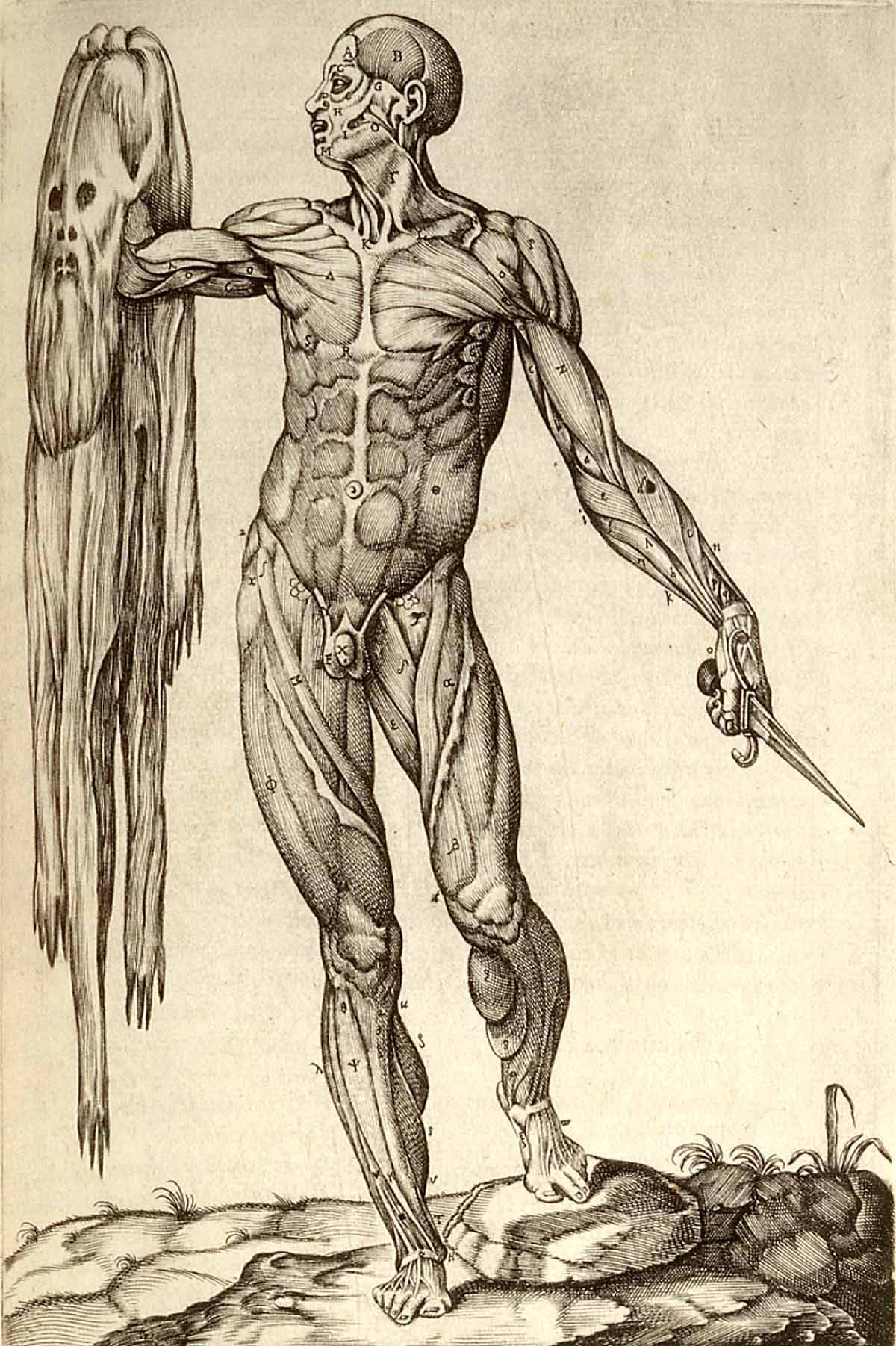
في هذه الرسمة التي رسمت سنة 1559 من قبل خوان فالفردي دي أموسكو، الرجل المرسوم يحمل السكينة في يساره وجلده في يمينه.

أعمال غالينوس وابن سينا وخاصة كتاب القانون الطبي، الذي احتوى على خبرات الاثنين، تمت ترجمته إلى اللاتينية، وكتاب القانون بقي أكثر الكتب وثوقاً في التعليم الطبي الأوروبي حتى القرن السادس عشر. أول تطوير له أهمية في أوروبا المسحية، منذ سقوط روما، حدث في بولونيا في بين القرنين الرابع عشر والسادس عشر، حيث سلسلة من المؤلفين شرحوا الجثث وساهموا في الوصول إلى أكثر وصف دقيق للأعضاء والتعريف بوظائفهم. وفي مقدمة كل هؤلاء المشرحين كان موندينو دي ليوزي وأليساندرو أليتشيني.
فأول تحدي لمذهب غالينوس حدث في القرن السادس عشر. والشكر لصحافة الآلة الطابعة، بذلت مجهودات كبيرة لنشر أعمال غالينوس وابن سينا في كل أنحاء أوروبا، وبعد ذلك أصدرت انتقادات لما قدموه. فأندريس فيزاليوس كان أول من أصدر بحث يخص التشريح البشري، الذي تحدى غالينوس مُسافراً من لوفان إلى بادوفا ليأخذ أذنا بتشريح ضحايا المشانق من دون مخافة الاضطهاد. رسوماته كانت انتصاراً من ناحية التفريق بين الإنسان والكلاب -التي أعتمد عليها غالينوس في تشريحاته- وأظهر مهارة كبيرة في الرسم. والعديد بعد ذلك تحدوا غالينوس بالنصوص، مع ذلك تمت أفكار غالينوس مسيطرة لقرنٍ آخر.
ونجاحٌ آخر للباحثين فقد تقدموا كثيراً في صقل جسم الإنسان، ووضعوا أسمائهم على عدد من التراكيب الجسمانية التي اكتشفوها. القرنين السادس عشر والسابع عشر حُقِقَ فيه تقدماً كبيراً في فهم الدورة الدموية، وفهم ما هدف وجود الصمامات في الأوردة، ودورة الدم من البطين الأيسر إلى البطين الأيمن تم وصفها أيضاً، وقالوا أن الأوردة الكبدية هي جزء منفصل من الدورة الدموية. وكذلك تُعرف على أن الجهاز اللمفاوي هو جهاز منفصل.

### القرنان السابع عشر والثامن عشر

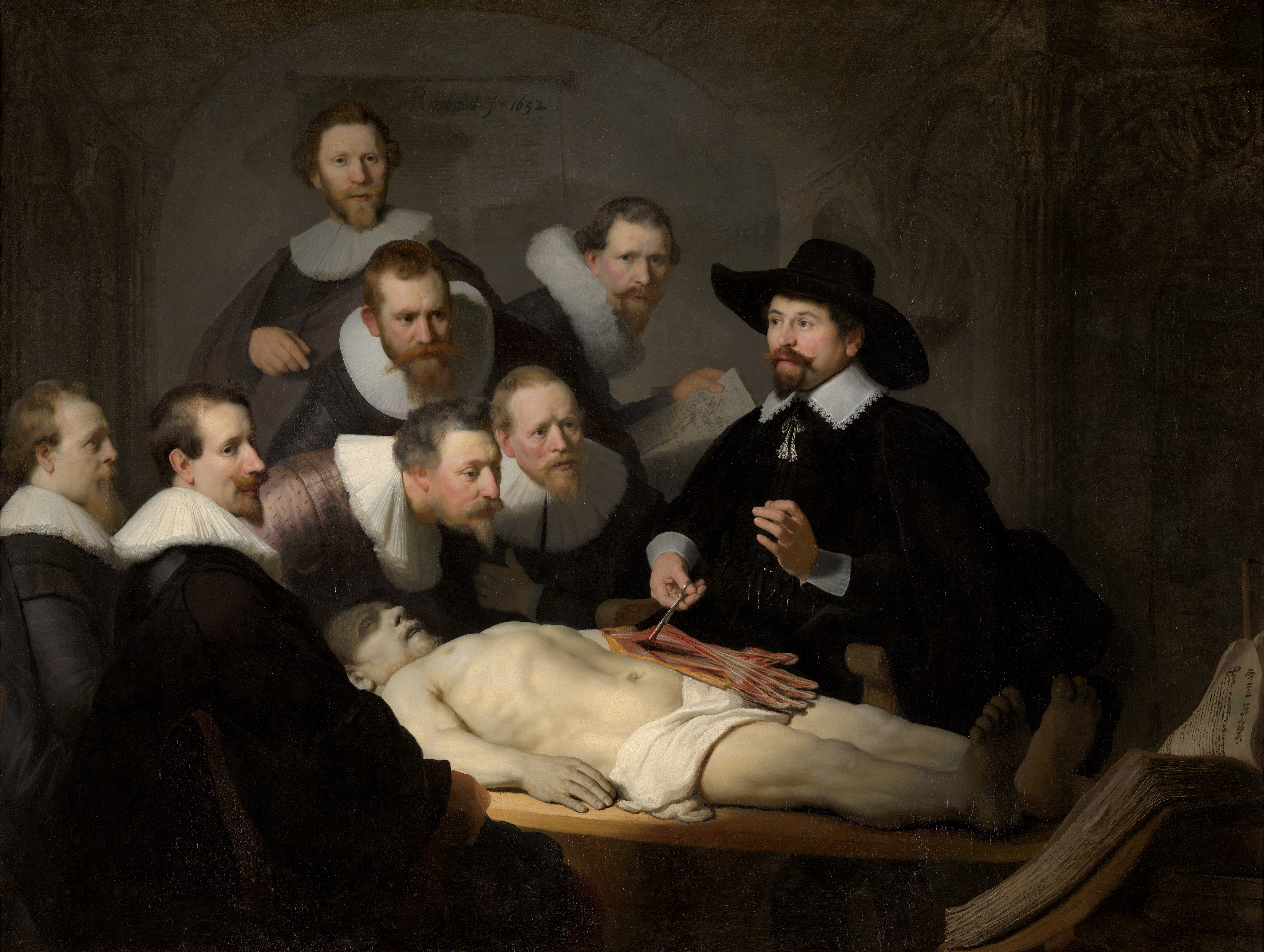
لوحة درس التشريح للد. نيكولاس تلب, رسمها رمبراندت، مصوراً تشريح الجثة.

ازدهرت دراسة علم التشريح في القرنين السابع عشر والثامن عشر. فالصحافة المطبوعة سهلت تبادل الأفكار. لأن دراسة علم التشريح تعتمد على الملاحظات والرسومات، فشهرة المتخصص كانت مسواية لمهارة موهبته في الرسم، ولم يكن المتخصص محتاج لأن يكون خبيراً في اللغة اللاتينية. الكثير من الرسامين درسوا علم التشريح، وحضروا عمليات تشريحية، ونشروا رسومات مقابل المال، ومنهم ميتشيلانجيلو ورمبراندت. ولأول مرة، كان بمقدور الجامعات البارزة تدريس هذا العلم بالرسومات، فضلاً عن اعتمادهم على معرفتهم باللغة اللاتينية. وخلافاً للاعتقاد السائد، فالكنيسة لم تعترض ولم تعرقل مثل هذه البحوث التشريحية على الرغم من عدائها للممارسات العلمية الأخرى. ازدياد الحاجة لجثث أدّى إلى شائعات عن القتل التشريحي.
فقط المتخصصين في التشريح الحاملين للشهادات هم المسموح لهم بأداء التشريح وهذا لبعض المرات، وبعد ذلك في السنة مرة. هذه التشريحات تتم برعاية المجلس البلدي وعادةً تؤخذ رسوم على ذلك، وكأن ذلك سيرك لكن لطالبي العلم. العديد من المدن الأوربية مثل أمستردام ولندن وكوبنهاغن وبادوفا وباريس، كان لديهم أشخاص من العائلة الملكية متخصصين في التشريح أو أشخاص لهم علاقات بالمكاتب الحكومية. في الوقت الذي كان فيه نيكولاس تلب رئيس بلدية أمستردام ثلاث مرات. بالرغم من أن التشريح مهنة خطيرة وغير محسومة تعتمد على توفر جثث طرية، فإن حضور عمليات التشريح كان شرعياً بحسب القانون. الكثير من طلاب الطب سافروا في كل أنحاء أوروبا من تشريحاً إلى آخر لأجل دارستهم - توجب عليهم الذهاب إلى حيث يوجد جثة طرية (مثلاً، بعد أن ينفذ حكم الشنق) لأنه قبل أن توجد الثلاجات، كانت الأجسام تذهب طراوتها بسرعة وتصبح غير صالحة للفحص.
العديد من الأوربيين المهتمين بدراسة علم التشريح ذهبوا إلى إيطاليا، التي أصبحت مركز على التشريح. فقط في إيطاليا الطرق الهامة والمؤكدة والاستثنائية يمكن تطبيقها. كإجراء التشريحات على النساء. م. ر. كولومبس وغابرييلو فالوبي كانوا طلاب فزاليوس، أفضل مشرحي القرن السادس عشر. م. ر. كولومبس، وهو خليفة فزاليوس في بادوفا، الذي بعد ذلك أصبح بروفيسور في روما، ميّزَ نفسه بعدة أعمال قام بهاوهي كالتالي:
- تصحيح وتطوير المعلومات التشريحية عن العظام.
- إعطاء حسابات دقيقة لشكل وتجويفات القلب والشريان الرئوي والأبهر والصمامات.
- تعقبه لتدفق الدم من الجهة اليمنى إلى الجهة اليسرى من القلب.
- وصفه الدقيق للدماغ وأوعيته.
- الفهم الصحيح للأذن الداخلية.
- وأول حسابات جيّدة عن بطيني الحنجرة.

في نفس ذلك الوقت ظهر المجتهد والمتشعب في علم العظام، جيوفاني فيليبو انغراسياس.

## علم التشريح في القرن التاسع عشر

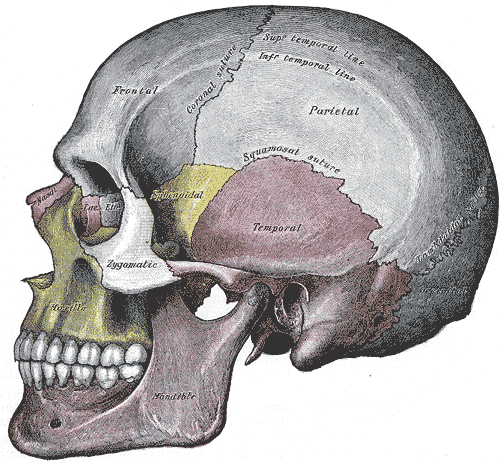
صورة لجمجمة إنسان

خلال القرن التاسع عشر، انتهى علماء التشريح بشكل كبير من وضع تنظيم ووصف علم التشريح الإنساني للقرن الماضي. هذا التنظيم تبعه افتتاح مصادر نامية للعلم في علم الأنسجة وعلم الأحياء التطوري، وهذا تطور لم يكن محدوداً للإنسان بل وصل للحيوانات. وقد أجريت أبحاث مستفيضة في مجالات أكثر في علم التشريح. فبريطانيا العظمى كانت بالتحديد مهمة في هذه البحوث. الحاجة للجثث تنامى بشكل كبير، فانتشال الجثث والقتل التشريحي - أي ارتكاب الجريمة من أجل الحصول على جثث - وهذه كانت وسائل من أجل الحصول على الجثث. وكردة فعل على هذا، البرلمان البريطاني أصدر قراراً بمنح أشخاص معينين ليشرحوا الجثث المتبرع بها، والذي أفضى في النهاية إلى عدد كافي ومشروع قانونياً من الجثث عبر اسناده التشريح للمختصين فقط. تخفيف القيود على التشريح صنع بيئة مناسبة لكتابة «علم التشريح بواسطة غراي»، هذا الكتاب كان بجهود جماعية وقد أصبح شهيراً على مساحة واسعة. ظهر هذا الكتاب بسبب حاجة الأطباء الكثيري السفر لوحدة تخزين معلوماتية، لكنه الآن يعتبر غير عملي.
التحول من التشريح في العلن إلى التشريح في الفصول الدراسية عنى أنه هناك تغيير جذري حول من يستطيع دراسة التشريح. فالإناث على سبيل المثال، في تلك الأوقات كانوا ممنوعين من دخول المدارس الطبية، كان بإمكانهم توسيع معرفتهم عن طريق حضور التشريحات التي تجرى في العلن. التحول من التشريح الذي يجرى في العلن إلى التشريح المغلق يعني أن عدد المستفيدين من تشريح جثة واحدة قد قل. في هذه الأوقات كان لتشديد النظام على الممارسات الطبية والتبرع بالجثث أدّى إلى تداعيات في إجراء التشريح. المدارس الطبية الخاصة التي عرضت دروس صيفية ودورات مختلفة أخرى التي تشمل تشريح الجثث سمح بطريقة واحدة للحصول على عضوية الكلية الملكية للجراحين. في عام 1822 الكلية الملكية للجراحين لم تعد تقبل بهذه المؤهلات، وهذا كنتيجة أدى إلى إغلاق الكثير من المدراس الغير منظمة. وليس فقط كنتيجة لذك، لكن الممارسة التشريحية 1822 جعل الأمور أصعب (بيروقراطية أكثر) للحصول على جثث للتشريح. وهذا أثر فقط على المستشفيات التعليمية الكبرى عملياً بجعلها قادرة على اكمال تدريس الدورات التشريحية وذلك بأن يتفقوا مع المرضى بأنهم إذا رضوا بالتبرع بأبدانهم سيحصلون على علاج مجاني. لذا مع اقتراب نهاية القرن التاسع عشر الدورات أصبحت أكثر مهنية وخبرة في المدارس الطبية، بينما التشريح في العلن لم يعد شائعاً.
مصدر آخر لتعلم علم التشريح بدأ مع افتتاح المدارس الطبية (وبالتحديد في المدارس الطبية المحلية) والمتحاف الطبية الموجودة بداخلهم. جزء كبير من التدريب يتم في هذه الأماكن حتى ولبعض الوقت بعد الحرب العالمية الثانية. المتحف الطبي كان مهم جداً والكثير من الجهود بذلك للخروج بشئ مبهر. المدارس المحلية المتحضرة لم يكونوا في حاجة لمصداقية المدارس الطبية فقط (خاصة أوكسفورد والمشتفيات التعليمية في لندن) بل لمصداقية العامة. المتاحف لم تكن للطلاب فقط بل للعوام الذي يدخلون لمشاهدة ما يعرض عن طريق الدفع. ولم يجلب هذا دخل كبير فقط بل هيبة كذلك. كلما زادت عدد المعروضات في المتحف كلما ظهرت المدرسة بشكل متحضر أكثر (على الأقل للعامة). كمية مُعتبرة من التعليم تتم في المتحف كما يدعي الطلاب أنه تعلموا بشكل كبير في المتحف مقارنة بما يتعلمونه في قاعة المحاضرة. قلة المتاحف في المدارس الطبية هي عائدة للحاجة إلى المساحة للتعليم والتخصصات الجديدة وبنسبة أقل هو بسبب التطوّر الكبير في التصوير الفوتوغرافي والألوان. فعلى سبيل المثال المتحف الموجود في مدرسة برمنغهام الطبية هو الآن مكان لأجهزة الحاسب وغرف دراسية، ما تبق من المتحف هو ما تم الحفاظ عليه من العينات التي تزين جدران مكان أجهز الحاسب.

## علم التشريح الحديث
البحوث التشريحية في آخر مئة سنة استفادت من التطور التقني ونمو العلوم الأخرى لوضع فهم كامل لأعضاء وتركيب الجسم الإنساني. التخصصات كعلم الغدد ساعد في شرح وظائف الغدد التي لم يشرحها المشرحين القدماء; الأجهزة الطبية سمحت للباحثين دراسة أعضاء الأبدان الحية أو الميتة. التقدم في علم التشريح اليوم يرتكز في التنمية والتطور ووظائف الخصائص التشريحية، كما أنه تم تصنيف الجوانب التي ترى بالعين المجردة في التشريح الإنساني فقد صنفت بشكل كبير. القسم الفرعي من التشريح الغير إنساني هو نشط خصوصاً أن المشرحين الجدد يسعون إلى فهم المبادئ الأساسية للتشريح باستخدام التقنيات المتقدمة التي تتراوح ما بين تحليل العناصر المعينة إلى علم الأحياء الجزيئي.
مع تزايد الطلب على نظام العناية الصحية وما الممكن أن يرجى من الأطباء تحت التدريب (عدد الأطباء لكل فرد مقارنة بالدول الصناعية الأخرى) خلال النصف الأخير من القرن العشرين، المدارس الطبية توجه ضغطاً كبيراً لتدريب أكثر عدد ممكن من الأطباء. وهذا عنى أنه حصل توسع من أجل التقليل من كثرة الطلب. وهذا زاد الضغط على مرافق المدارس الطبية في البلد. وقسم علم التشريح، على وجه الخصوص، كان عليه أن يتطور لاستيعاب عدد أكثر من الطلاب. قيام الطلاب بالتشريح في برمنغهام كان مرةً مهماً لتدريس علم التشريح لكن مع نهاية الثمانينيات تم الاعتماد على متخصص للقيام بالتشريح. هنالك عدة أسباب لتفضيل التشريح من قبل متخصص فقط. فلو سمحوا للطلاب حالياً بالتشريح، لاضطروا لاستخدام عدد كبير من الجثث.
التبرع بالجثث قل مع انخفاض ثقة الناس في مهنة الطب.

## خاتمة
تدريس علم التشريح تغير خلال الألف سنة الماضية. الطب الغربي يسعى لإيجاد السبب لكل الأمراض ويحاول علاجه; اعتماداً على السبب والأثر. من دون الفهم الصحيح لبدن الإنسان سيصبح هذا تحدياً. الطب الغربي هو النهج الذي له شمولية أكثر اليوم، فهو يأخذ نموذج نفسي واجتماعي وطبي وحيوي للمرض. بيد أنه كل الأطباء إذا ثبت أنه هنالك سبب بيولوجي لكل الأمراض المجهولة السبب فهم سيعملون بحسب أفكارهم وطرق علاجاتهم. لطالما اعتبر أنه لم يبقَ إلا القليل لم يكتشف في علم التشريح، ونعرف مما يتكون الجسم وما يفعله، لكن لا زال هنالك الكثير من الأسرار لم تكشف بعد. مستقبل قيام الطلاب بممارسة التشريح بأنفسهم ليس مؤكداً وإذا استمر هذا الضغط على توزيع الجثث ففي النهاية حتى المدارس الطبية القليلة الباقية قد تتوقف عن العمل. لكن هذا الضغط لن يقلل من عدد الطلاب المستفيدين من طريقة تشريح الجثة من قبل متخصص فقط.